# ان سینفوبال
ان سینفوبال (به انگلیسی: An Seanphobal) یک منطقهٔ مسکونی در ایرلند است که در شهرستان واترفورد واقع شده‌است.

## خصوصیات
ان سینفوبال ۱۱۰ نفر جمعیت دارد.